# Огарёва-Дарьина, Галина Петровна
Галина Петровна Огарёва-Дарьина  (23 февраля 1923, Ярославль — 12 февраля 1999, Ярославль) — русский, советский живописец, член Союза художников СССР с 1960 года, заслуженный художник РСФСР (1970).

## Биография
Родилась в 1923 году в Ярославле, в семье педагогов.
Отец, преподаватель литературы, часто ездил для собирания фольклора по Новгородской, Вологодской и Ярославской землям. Его учителем был А.И. Анисимов, знаток и собиратель древнерусского искусства. Мать будущей художницы получила хорошее гуманитарное образование в Петербурге, на Высших женских Бестужевских курсах.
В 1938 году поступила в Ярославское художественное училище, где овладевает основами профессионального мастерства.
В 1943 году поступила в ленинградский Институт живописи, скульптуры и архитектуры имени И. Е. Репина при Академии художеств СССР, окончить который не удалось по семейным обстоятельствам.
Член Союза художников СССР с 1960 года.
В 1962 году участвовала в творческой поездке в Архангельскую область (по Северной Двине и Пинеге) с художниками Г. А. Дарьиным и В. Ф. Стожаровым.

## Творчество

Картина Огарёвой-Дарьиной Г.П. "В деревне Ваймуши" (1962)

Работала в различных жанрах, но наибольшее значение в творчестве занимал пейзаж: природа, традиционная деревня и быт Русского Севера.
С 1950-х годов участница областных, региональных, республиканских, всесоюзных и зарубежных выставок.
Участница Международной выставки произведений советских художников в Венгрии (1984), выставки ярославских художников в Финляндии.
Персональные выставки: Ярославль (1968, 1970, 1978, 1987, 1995), Кострома (1968), Москва, Ульяновск, Киров (1970).
Основные произведения: «Жаворонки поют», «Сотая весна», «Пора золотая», «Серый день», «Первый снег», «Бескрылая старая мельница», «Старушки амбарушки» (1959—1964, Ярославо-Ростовский историко-архитектурный и художественный музей-заповедник), «В деревне Ваймуши» (1962, Государственный музей изобразительных искусств Республики Татарстан), «Скоро весна» (1963, Астраханская картинная галерея им. Б. М. Кустодиева), «Ласточки» (1963, Свердловская областная картинная галерея).
Работы находятся в музейных собраниях Ярославля и области, Костромы, Плёса, Самары, Волгограда, Астрахани, Смоленска, Ставропольского края, Казани, Екатеринбурга, Саранска, Якутска, во многих российских и зарубежных частных коллекциях.

## Семья
Муж — Геннадий Александрович Дарьин (1922 —2012) — заслуженный художник РСФСР (1978), народный художник России (2003).
Дочь - Елена Геннадьевна Дарьина (1951 г.р.) - художник, искусствовед.